# Kobo (langue)
Pour les articles homonymes, voir Kobo.
Le kobo ou kikobo est une langue bantoue parlée en République démocratique du Congo.

## Écriture
| a  | b  | e  | f | g | h | i | ɨ  | k | l  | m  | mb | n | nd | ng |
| nv | ny | nz | o | p | r | s | sh | t | th | ts | u  | ʉ | w  | y  |